# Lodovico Gasparini
Lodovico Gasparini (Madrid, 1948) es un director de cine y televisión italiano, especializado principalmente en telefilmes y series de televisión.

## Biografía
Tras graduarse en ciencias políticas en la Universidad La Sapienza de Roma y de estudiar durante un año actuación en la Academia Nacional de Arte Dramático, en 1972 comenzó a trabajar como asistente de dirección en diversas películas con Mario Monicelli (Vogliamo i colonnelli, Caro Michele), Steno (Febbre da cavallo), Liliana Cavani (La pelle) y Marco Ferreri (Storie di ordinaria folla). Trabajó como asistente de dirección hasta 1982, cuando debutó como director gracias al interés del productor Mauro Berardi. Rodó No grazie, il caffé mi rende nervoso, protagonizada por Lello Arena, Maddalena Crippa y Massimo Troisi.

## Filmografía

### Cine
- No grazie, il caffè mi rende nervoso (1982)
- Italian Fast Food (1986)

### Televisión
- Oggi ho vinto anch'io (1990)
- Voglia di vivere (1990)
- I ragazzi del muretto (1993)
- La voce del cuore (1995)
- Dritti all'inferno (1995)
- Il maresciallo Rocca (1996)
- Trenta righe per un delitto (1997)
- Un prete tra noi (1999)
- Lourdes (2000)
- La Sindone - 24 ore per 24 ostaggi (2001)
- La guerra è finita (2002)
- Soraya (2003)
- Don Bosco (2004)
- La signora delle camelie (2005)
- Il padre delle spose (2006)
- Miacarabefana.it (2009)
- Don Matteo (2009)
- La leggenda del bandito e del campione (2010)
- Sarò sempre tuo padre (2011)
- Trilussa - Storia d'amore e di poesia (2013)
- Luisa Spagnoli (2016)
- Provaci ancora prof! (2017)
- L'Allieva 3  (2020)